# Linda Kebbab
Pour l’article ayant un titre homophone, voir Kebab.
Linda Kebbab est une syndicaliste policière française, née en 1981 à Vaulx-en-Velin. Elle est déléguée nationale du syndicat Unité SGP Police-Force Ouvrière depuis 2018 et vice-présidente du cercle de réflexion Initiative Sécurité Intérieure qu’elle a cofondé en 2021.

## Biographie
Linda Kebbab est née dans la banlieue de Lyon de deux parents immigrés algériens. Son père est éboueur, sa mère, femme au foyer. 
Parlant couramment l’arabe dialectal algérien, elle poursuit des études de langues en anglais, arabe littéraire et russe, mais renonce à devenir reporter après le décès de sa mère. Elle dirige alors une société d'import-export dans le textile, mais veut se sentir d'« utilité publique ». 
Parent isolé, elle s'engage dans la police en 2007 après avoir intégré l'École nationale de police de Fos-sur-Mer. Elle est d'abord affectée à une brigade de police-secours à Créteil. Elle adhère au syndicat Unité SGP Police-Force Ouvrière, dont elle devient déléguée nationale en 2018, juste avant la crise des Gilets jaunes.
Habituée des plateaux de télévision, Linda Kebbab y défend régulièrement les forces de l'ordre. En 2020, Valeurs actuelles la qualifie de « figure incontournable de l'univers médiatique », même si elle estime que « les policiers qui s’expriment subissent des pressions ».
Elle soutient la proposition de loi relative à la sécurité globale et notamment son article 24, controversé.
En 2020, elle publie son autobiographie, dans laquelle elle aborde notamment le mouvement des Gilets jaunes, qui a fait plus de 27 000 blessés dont 1 944 dans les rangs de la police,.

### Prix
En 2021, Linda Kebbab est lauréate de la catégorie Coup de cœur du prix de la Femme d'influence de Patricia Chapelotte.
Son livre Gardienne de la paix et de la révolte, éditions Stock, a reçu le prix du meilleur ouvrage sur le monde du travail .

## Affaires judiciaires
À la suite de ses interventions médiatiques, Linda Kebbab est régulièrement menacée et prise à partie sur les réseaux sociaux.
En 2018, l'un de ses cyberharceleurs est condamné à 4 mois de prison ferme et 1 000 euros de dommages-intérêts.
En juin 2020, le journaliste Taha Bouhafs la qualifie d'« arabe de service » sur Twitter. Il est condamné le 28 septembre 2021 pour le délit d'injure publique à raison de l'origine à une amende de 1 500 €, outre des dommages-intérêts,. Il interjette appel. Le 27 octobre 2022, il est à nouveau condamné en appel pour injure raciste ; il annonce se pourvoir en cassation. En décembre 2023, la Cour de cassation confirme la condamnation de Taha Bouhafs pour injures raciales.

## Publication
- Gardienne de la paix et de la révolte, éditions Stock, 2020